# Ave;new

ave;new(아베;뉴, アベニュー)는 도쿄 치요다구에 본 거처를 둔 일본의 음악 제작 그룹이다. ave;new의 프로듀서인 a.k.a.dRESS가 학창시절부터 친구인 네모토 히데미·마츠시타 미유키를 불러 사운드 팀을 시작하자고 제안한 것이 결성의 계기이다.
2003년 7월에 결성된 ave;new는, 주로성인 게임의 주제가나 BGM를 제공하고 있다.주로 파트너 브랜드의 BGM 및 예능 프로덕션도 담당하고 있으며 CD는 그룹명과 같이 ave;new의 라벨로 판매되고 있으나 다른 라벨에 비해 시장에 약간 유통 하기 어렵다.또한 일부의 CD는 d;VIRTU(주식회사 디바트)가 판매하고 있기 때문이다.
음악은테크노계나 트랜스계와 같이 밝은 곡으로부터, 재즈나발라드와 같이 조용한 곡까지 폭넓게 제작할 수 있는 것이 특징이다.특히, 신디사이저를 이용한 테크노계의 곡은 높은 평가를 얻고있다.
ave;new의 프로듀서인a.k.a.dRESS가 학생시절부터의 친구인 네모토 히데미·마츠시타 미유키를 불러, 사운드 팀을 시작하려고 제안한 것이 결성의 계기다. ave;new라고 하는 브랜드명은 "avenue"(길·수단)과 "new"(새롭다)이라고 하는 2개의 단어를 조합한 것으로, "항상 창조의 새로운 길과 수단을 모색한다"라고 하는 의미를 담고, a.k.a.dRESS가 이름을 붙였다.

## ave;new 프로젝트
주로 전파송을 전문에 제작하는, ave;new의 자매적 자리 매김의 음악 그룹이다.CD의 라벨은 ave;new로 판매하고 있다. ave;new와 크리에이터는 공통이지만, 보컬은 약간 달라, 사쿠라 사오리나 이노우에를 중심으로 기용하고 있다.데뷔곡은, ave;new의 1st앨범 《inlay》(첫회 한정판)의 보너스 트랙에 수록된 《말괄량이로 ☆데이트!!》, 《여름이구나 CHU☆아이스!!》이다.

## 스탭
- a.k.a.dRESS : 대표 이사. 거의 모든 곡을 작·편곡을 담당. "a.k.a"의 부분은 also known as의 약어. ave;new 프로젝트에서는 "도레츄 (どれちゅ)"라는 이름으로 활동. 또한 외부활동으로 비주얼 밴드 "앤티크-커피점-"의 노래들에 키보드&신시사이저로 참가했다.
- 건-TAKERU- : 사운드 프로듀서.락 밴드 "LOGiC"로의 활동을 거치고, 2011년 7월 가입.

- Hidemi Nemoto : 보컬 프로듀스 및 BGM와 일부 보컬곡의 작·편곡을 담당.
- Miyuki Matsushita : 작·편곡 담당.
- Masaori Abe : 작사, 작·편곡 담당.
- 시라타마 프린 (しらたまぷりん) : ave;new 프로젝트에서 작사를 담당.
- Karina Mizuki : 외부 스탭, 작사
- A.Q.Z : 외부 스탭, 작사
- 사토 마요 (佐藤万葉) : 비주얼 매니저.CD·라이브의 비주얼 프로듀스를 시작해 대부분의 ave;new 명의의 CD로 쟈켓 모델을 담당.이전에는 그라비아 아이돌에 활동하고 있었지만, 2008년 3월로 은퇴.

## 가수

### 현재 소속 가수
- 사쿠라 사오리
- 시라사와 리에
- 오사키 미와 : 보컬 프로듀서. 원 ave;new 대표이사.일부 보컬곡의 작 편곡을 담당, 작사도 담당하고 있었다.작품수는 적지만, 디지털 사운드에 강한 a.k.a.dRESS와는 대조적으로 피아노나 현악기등을 중심으로 자리잡은 발라드계 악곡을 자랑으로 여겼다.2009년, 《GROWING》(ave;new feat. 시라사와 리에)의 제작을 마지막으로 탈퇴.

- 우즈키 타츠야
- Kent
- U-key (YU-KI, Phatill)

### 유닛
- Phatill＆Kent
- YU-KI＆Kent (또는 Kent＆YU-KI)
- BRACE;D (카와세 미키, a.k.a.dRESS)
- C;LINE (오사키 미와, 우즈키 타츠야, Kent)
- 슈가러브 (シュガらぶ) (이노우에 미유, 사쿠라 사오리)
- SallyCherry19 (사쿠라 사오리)

### 참여 가수
- kase tatsuya (가수가 아님)
- 이노우에 미유
- 키코우덴☆미사
- 구사야나기 준코
- 유즈키 료카
- 사카키바라 유이
- 이이즈카 마유미
- 카타키리 렛카

### VOCALOID
- KAITO
- 하츠네 미쿠
- 카가미네 린
- 카가미네 렌
- 메구리네 루카

#### 과거에 재적한 가수
- 오사키 미와 - 유닛 "C;LINE(클라인)"로서도 활동하고 있었다.
- 우즈키 타츠야 - 유닛 "C;LINE"로서도 활동하고 있었다.
- Kent
- 카와세 미키 - 2005년부터 2006년에 걸쳐 a.k.a.dRESS와의 유닛 "BRACE;d"로 보컬을 담당하고 있었다.
- U-key

공식 사이트에는 현재도 멤버로서 이름이 남아 있지만, 대소와 하쓰키는 2011년 발매의 맥시 싱글 《acuerdo 아크에르드》이후, 그 이외의 3명은 2007년 발매의 앨범 《Orb》이후 각각 공에 모습을 보여주지 않는다.또, 2011년에는 파치슬로의 사운드 트랙 CD에 하쓰키 명의의 악곡이 제공되고 있지만, 공식에서 아나운스는 되어 있지 않다

## 음반

#### 싱글
| 발매일           | 타이틀                                        | 코드      | 비고 |
| ---------------- | --------------------------------------------- | --------- | --- |
| 2004년 11월 30일 | snow again                                    | ANSD-1001 | ave;new feat.사쿠라 사오리 1st 맥시 싱글                                                                          |
| 2005년 12월 29일 | suite special maxi single                     | ANSP-1001 | 《suite》첫회 한정판 스페셜 세트 CD                                                                               |
| 2006년 8월 16일  | 여름이구나☆영혼의 특전CD!!                    | ANSP-1002 | 오피셜 통신판매 한정 특전 CD -summer special disc2006-                                                            |
| 2007년 9월 3일   | True My Heart                                 | ANSD-1000 | 사쿠라 사오리 스페셜 맥시 싱글                                                                                    |
| 2008년 1월 20일  | Jewel Colors                                  | ANSP-1003 | 《Orb》&《Lovable》"첫회 한정반" 오피셜 통신판매 동시 구입 특전 맥시 싱글                                         |
| 2008년 1월 20일  | Jewel Colors                                  | ANSP-1004 | 『Orb』&《Lovable》“통상반”오피셜 통신판매 동시 구입 특전 맥시 싱글                                               |
| 2009년 4월 17일  | dulcet ROMANCE -ReBirth-                      | ANSP-1007 | 《new;Fable》오피셜 통신판매 한정 맥시 싱글                                                                       |
| 2009년 12월 29일 | gevoel/MONAURAL Telepathy                     | ANSD-1004 | ave;new 첫 더블싱글                                                                                               |
| 2011년 2월 10일  | acuerdo 〜아크에르드〜                        | ANSD-1006 | 3rd 맥시 싱글 |
| 2012년 6월 8일   | My Sweet Lady                                 | ANSD-1008 | 더블 싱글 |
| 2012년 6월 8일   | baby, keep it love                            | ANSP-1017 | 《My Sweet Lady/와 ☆SMILE♪논와 P!!~빛나 내일의 스타 대작전~》오피셜 통신판매 한정 맥시 싱글                       |
| 2012년 10월5일   | Close Your Eyes –Acoustic Gift-/pieces –dUSK- | ANSP-1018 | 《BEST of ave;new 〜means for creation〜》&《elLiptic -エリプティック-》오피셜 통신 판매 동시 구입 특전 맥시 싱글 |

#### 앨범
ave;new 오리지널 앨범
|     | 발매일           | 타이틀 | 코드                     | 비고                                    |
| --- | ---------------- | ------ | ------------------------ | --------------------------------------- |
| 1st | 2004년 8월 25일  | inlay  | ANCD-1001（첫회 한정판） |                                         |
| 1st | 2004년 10월 25일 | inlay  | ANCD-1002（통상판）      |                                         |
| 2nd | 2005년 12월 29일 | suite  | ANCD-1003（첫회 한정판） |                                         |
| 2nd | 2006년 1월 20일  | suite  | ANCD-1004（통상판）      |                                         |
| 3rd | 2006년 5월 31일  | virtu  | ANCD-1005                | 2006년 7월 15일 일반 점포에서 판매 개시 |
| 4th | 2007년 12월 29일 | Orb    | ANCD-1010（첫회 한정판） |                                         |
| 4th | 2008년 2월 14일  | Orb    | ANCD-1012（통상판）      |                                         |
| 5th | 2010년 5월 28일  | Glam   | ANCD-1018（첫회 한정판） | -Crimson ReD Ver.-                      |
| 5th | 2010년 10월 1일  | Glam   | ANCD-1019（통상판）      | -Hermit PurpLe Ver.-                    |

ave;new 미니 앨범
|     | 발매일          | 0타이틀0 | 코드      | 비고                                    |
| --- | --------------- | -------- | --------- | --------------------------------------- |
| 1st | 2006년 8월 11일 | Regard   | ANCD-1006 | 2006년 9월 30일 일반 점포에서 판매 개시 |
| 2nd | 2008년 6월 26일 | inscribe | ANCD-1013 |                                         |

ave;new 베스트 앨범
|     | 발매일          | 타이틀                                 | 코드      |
| --- | --------------- | -------------------------------------- | --------- |
| 1st | 2010년 10월 1일 | BEST of ave;new 〜the new way〜        | ANCD-1020 |
| 1st | 2010년 10월 5일 | BEST of ave;new 〜means for creation〜 | ANCD-1020 |

ave;new feat.사쿠라 사오리 솔로 앨범
|     | 발매일           | 0타이틀0 | 코드                     |
| --- | ---------------- | -------- | ------------------------ |
| 1st | 2007년 12월 29일 | Lovable  | ANCD-1009（첫회 한정판） |
| 1st | 2008년 2월 14일  | Lovable  | ANCD-1011（통산판）      |
| 2nd | 2011년 9월 30일  | Tearful  | ANCD-1022                |

ave;new feat.시라사와 리에 솔로 앨범
|     | 발매일          | 타이틀 | 코드      | 비고 |
| --- | --------------- | ------ | --------- | ---- |
| 1st | 2011년 9월 30일 | DOLL   | ANCD-1023 |      |

레어 트럭 콜렉션
|       | 발매일          | 타이틀         | 코드      | 비고                        |
| ----- | --------------- | -------------- | --------- | --------------------------- |
| 제1탄 | 2009년 1월 23일 | casket         | ANCD-1014 |                             |
| 제1탄 | 2009년 1월 23일 | casket -sideB- | ANSP-1005 | 오피셜 통신판매 한정 앨범） |
| 제2탄 | 2009년 4월 17일 | new;Fable      | ANCD-1015 |                             |

그 외
| 발매일          | 타이틀                         | 코드      | 비고 |
| --------------- | ------------------------------ | --------- | ---- |
| 2012년 2월 10일 | CREEd -HARD dRESS STYLE-       | ANSD-1007 |      |
| 2012년 10월 5일 | elLiptic -エリプティック-      | ANSD-1026 |      |
| 2013년 ??       | AFTER dREAM -HARD dRESS STYLE- | 불명      |      |

### ave;new 프로젝트

#### 싱글
|     | 발매일           | 타이틀                                                                     | 코드      | 비고                                                          |
| --- | ---------------- | -------------------------------------------------------------------------- | --------- | ------------------------------------------------------------- |
| 1st | 2004년 12월 29일 | ave;new 프로젝트 e.p.                                                      | ANSD-1002 | 2005년 2월 14일 일반 점포에서 판매 개시                       |
| ※   | 2009년 6월 12일  | KARAOKE☆파라다이스!!                                                       | ANSP-1006 | 오피셜 통신판매 한정 맥시 싱글                                |
| 2nd | 2009년 6월 12일  | 어머, 들☆CHU                                                               | ANSD-1003 | 스페셜 맥시 싱글                                              |
| 3rd | 2010년 5월 28일  | 나무인 럭키☆연 내리는 풀CHU!!                                              | ANSD-1005 |                                                               |
| ※   | 2011년 9월 30일  | 코레LOVE로 SHOW? ☆파라다이스!! 이체이체☆있다!! -하이퍼 반해 반해 익사이팅- |           | 《Tearful》& 《Doll》오피셜 통신판매 동시 구입 특전 맥시 싱글 |
| 4th | 2012년 2월 10일  | 글자구와☆에에!!                                                            | ANSD-1007 |                                                               |
|     | 2012년 6월 8일   | My Sweet Lady/와 ☆SMILE♪논와 P!!~빛나 내일의 스타 대작전~                  | ANSD-1008 | 더블 싱글                                                     |

#### 앨범
|     | 발매일           | 타이틀              | 코드                                       |
| --- | ---------------- | ------------------- | ------------------------------------------ |
| 1st | 2006년 12월 29일 | A LA MODE           | ANCD-1007（첫회한정판）                    |
| 1st | 2007년 2월 14일  | A LA MODE           | ANCD-1008（통상판）                        |
| 2nd | 2009년 6월 12일  | A LA MODE 2（CHU☆） | ANCD-1016（첫회한정판）                    |
| 2nd | 2009년 6월 12일  | A LA MODE 2（CHU☆） | ANCD-1017（통상판）                        |
| 3rd | 2010년 12월 29일 | 의☆이런 CHU         | ANCD-1021（오피셜 통신판매·이벤트 한정판） |
| 3rd | 2011년 2월 10일  | 의☆이런 CHU         | ANCD-1021（통상판）                        |

#### 게임
- pop'n music 20 fantasia
  - 사랑은 어떻게? 양방향◎파동OK☆방정식!!(ave;new 프로젝트 feat.사쿠라 사오리 produced by ave;new）  - 작곡은 TOMOSUKE。

### SallyCherry19

#### 싱글
1. 《Very☆Lucky☆Sally☆Cherry》 1st맥시 싱글 발매일：2009년 9월 19일
제작·판매는 d;VIRTU(판매 협력 ave;new).
2. 《OH!! too☆Core Lion!!/남자는 라이온》
C79로 "ave;new 부스" "d;VIRTU 부스"의 어느 쪽에서도 상품을 5,000엔 이상 구입하면 무료 배포되었다.그 후, 사쿠라 사오리의 2nd 솔로 앨범 "Tearful"에도 수록.

### BRACE;d

#### 싱글
1. scarlet
c/w veil
2005년11월 25일 / FCCM-0092 / 프런티어 워크스
애니메이션 《빌리지 않아》오프닝 주제가
2. Devotion
c/w “missing”
2006년4월 21일  / FCCM-0120 /프런티어 워크스
애니메이션《REC》엔딩 주제가(DVD)

#### 콜라보레이션
1. ave;new feat.BRACE;d《Allure》
ave;new 앨범 《virtu》수록
2006년 5월 31일
2. ave;new feat.BRACE;d《Allure -HARD dRESS STYLE-》
ave;new 앨범 《Regard》수록
2006년 8월 11일

### 그 외
| 발매일           | 타이틀                                                                                       | 비고                      |
| ---------------- | -------------------------------------------------------------------------------------------- | ------------------------- |
| 2004년 8월 25일  | amulet                                                                                       | 이이즈카 마유미 맥시 싱글 |
| 2004년 10월 29일 | GREENGREEN2 SofmapOriginal SPECIALREMIX ALBUM                                                | 앨범                      |
| 2005년 6월 22일  | RAINBOW REMIX                                                                                | 리믹스앨범                |
| 2005년 8월 5일   | 종의소리 트리뷰트                                                                            | 트리뷰트 앨범             |
| 2005년 8월 26일  | 오토노하                                                                                     | 나카하라 스즈카 앨범      |
| 2005년 12월 21일 | COMPOSITION ELEVEN                                                                           | 리믹스앨범                |
| 2005년 12월 23일 | GWAVE 2005 1st Impact                                                                        | 컴필레이션 앨범           |
| 2006년 6월 30일  | GWAVE 2005 2nd Impact                                                                        | 컴필레이션 앨범           |
| 2006년 9월 29일  | Emphatic -REVELLION-                                                                         | C;LINE 맥시 싱글          |
| 2006년 11월 1일  | 《가면 ~지옥 학원 SO/DO/MU~》컴플리트 사운드 트랙                                            | 사운드 트랙               |
| 2006년 12월 22일 | GWAVE 2006 1st Strike                                                                        | 컴필레이션 앨범           |
| 2006년 12월 29일 | Vanille Rouge                                                                                | 맥시 싱글                 |
| 2007년1월 31일   | flowers                                                                                      | 컴필레이션 앨범           |
| 2007년 7월 9일   | CD로 들어 보고. ~싱글벙글 동영상 다툴 수 있는 응∼                                            | 컴필레이션 앨범           |
| 2007년 8월 24일  | 《STEP×STEADY》컴플리트 사운드 트랙                                                          | 컴플리트 앨범             |
| 2008년 10월 1일  | 성체리누 학원 점심의 교내 방송 엔젤 타임 vol.1                                               | 라디오 CD                 |
| 2008년 11월 19일 | 쾌도천사 트윈 엔젤 OVA 오리지널 사운드 트랙                                                  | 사운드 트랙               |
| 2008년 12월 24일 | 성체리누 학원 점심의 교내 방송 엔젤 타임 vol.2                                               | 라디오 CD                 |
| 2008년 12월 28일 | mirage tears（short ver.）                                                                   | 맥시 싱글                 |
| 2009년 5월 20일  | 쾌도천사 트윈 엔젤 2오리지널 사운드 트랙                                                     | 맥시 싱글                 |
| 2009년 8월 14일  | TRICOLORE 《성검의 페아리스⊙오리지널 사운드 트랙                                             | 맥시 싱글                 |
| 2010년 2월 29일  | Octave Rain                                                                                  | 맥시 싱글                 |
| 2011년 8월 17일  | 쾌도천사 트윈 엔젤 여자의 코는♪진짜☆추월응 글자!!/Shining☆Star                               | 맥시 싱글                 |
| 2011년 9월 21일  | 쾌도천사 트윈 엔젤 시리즈 쾌도천사 트인엔제르쿨쿨☆두근거려 파라다이스!! 오리지널·사운드 트랙 | 사운드 트랙               |
| 2011년 11월 16일 | 치스로 《파치슬로 쾌도천사 트윈 엔젤3》사운드·코레크션쿨쿨☆셀렉트                            | 맥시 싱글                 |
| 2012년 4월 27일  | 쾌도천사 트윈 엔젤 THE BEST ANGEL                                                            | 베스트 앨범               |
| 2012년 5월 9일   | MUSIC                                                                                        | 키요시 류진 앨범          |